# Monsieur Onfray au pays des mythes
Monsieur Onfray au pays des mythes est un essai de Jean-Marie Salamito paru en 2017 aux éditions Salvator. Il est sous-titré « Réponses sur Jésus et le christianisme ».

## Contexte
L'auteur a écrit ce livre en réponse au livre Décadence (2017) de Michel Onfray, où celui-ci fait plusieurs affirmations sur le christianisme primitif, et écrit notamment, conformément à la thèse mythiste, que Jésus n'aurait pas eu d'existence historique.
Jean-Marie Salamito, professeur d'histoire antique à la Sorbonne, a alors décidé de lui répondre. Ce livre est né parce que Salamito s'est dit « stupéfié » de lire des affirmations sans fondement et de nombreuses approximations. Il a déclaré qu'il lui a fallu beaucoup de patience pour lire Décadence sans être découragé par le nombre d'erreurs à rectifier. L'a choqué « un certain amalgame entre nazisme et christianisme. Citer Mein Kampf et présenter Hitler comme un catholique est un non-sens » selon lui.

## Propos de l'ouvrage
On peut résumer le message de Salamito par cet extrait de l'« envoi » qu'il adresse à Onfray en guise d'épilogue : « Que vous critiquiez le christianisme ancien ne choquerait en moi ni l'historien ni le citoyen ni même le chrétien, si vous y procédiez avec les armes de la raison, les ressources des sciences et un sens minimal des nuances. Mais que vous le fassiez avec une bibliographie bancale, des sources lues trop vite, des affirmations sans fondement, des généralisations abusives, de grossiers amalgames et une assurance qui confine au dogmatisme, cela déçoit en moi l'historien, attaché à l'exigence d'un travail rigoureux, le citoyen, aspirant à un débat ouvert et éclairé, et le chrétien, partie prenante, à sa petite place, d'une tradition religieuse qui, depuis ses origines, n'a guère négligé l'histoire ni sous-estimé l'intelligence. »
Les principales affirmations d'Onfray qui sont contredites par Salamito sont les suivantes : 1) Que Jésus n'aurait eu aucune existence matérielle; 2) Que Paul de Tarse (saint Paul) ait été un impuissant névrosé qui aurait transféré son handicap à l'Église en lui enseignant la haine du corps; 3) Que Augustin d'Hippone (saint Augustin) ait prêché la violence contre les non-convertis; 4) Que le christianisme ait connu son essor essentiellement grâce à une violente coercition politique instituée par l'empereur Constantin et ses successeurs.
Dans Le Devoir du 5 septembre 2017, Louis Cornellier expose un argument central du livre révélant bien l'esprit de l'ensemble de celui-ci : « [...] le portrait de Jésus que trace Onfray ne tient pas la route. Pour appuyer sa thèse selon laquelle Jésus serait un personnage imaginaire, un mythe, le philosophe affirme que les écrits le concernant le dépeignent sans corps, comme un concept plus que comme une personne. Une simple lecture des Évangiles canoniques permet pourtant de découvrir un Jésus qui mange et boit — on le traite de glouton et d’ivrogne —, qui dort et qui pleure. Onfray les a-t-il lus ? »
Salamito émaille sa thèse de très nombreuses citations du Nouveau Testament et d'autres textes de l'Antiquité. Il reproche à Michel Onfray de ne s'intéresser qu'aux sources mythologiques, en négligeant les sources historiques sérieuses. Il fait remarquer que la seule source récente dans la bibliographie de Décadence est une brochure de propagande communiste anti-chrétienne de 1963, et qu'après l'année 1963, Michel Onfray ne cite pas un seul livre sur Jésus ou le Nouveau-Testament. 

## Réception
Louis Cornellier, dans Le Devoir, estime que le livre « relève de l’exercice de salubrité intellectuelle ».
Laurent Dandrieu, dans Valeurs actuelles, rapporte que Salamito livre sur un ton courtois une analyse sereine, précise et puissamment documentée.
Pour sa part, le philosophe Patrick Rödel, dans Mediapart, affirme : « Cela s'appelle une leçon –  magistrale et morale – de quelqu'un qui sait, d'un savoir partagé, à quelqu'un qui prétend savoir et être le seul à savoir. Jean-Marie Salamito est professeur d'histoire du christianisme antique : il a lu les textes, il connaît les études qui leur ont été consacrées, il sait faire le tri entre ce qui est avéré, ce qui est en débat, ce que nous ne pourrons sans doute jamais savoir parce qu'il nous manque des documents, il a la volonté de comprendre. Michel Onfray est un philosophe médiatique qui sait adapter son travail aux exigences de la télévision : pas de démonstrations argumentées, mais des affirmations péremptoires qui ont pour but de démolir ce qu'il a choisi comme punching-ball [...] . »
Enfin, dans La Revue des Deux Mondes, Sébastien Lapaque écrit : « La documentation de Michel Onfray est vaste mais pas toujours à la page. Son contradicteur le réfute également à propos de l'antisémitisme supposé de saint Augustin, de la sexualité, du pouvoir et de la violence chez les premiers chrétiens. Sans jouer les cuistres, il relève les erreurs factuelles de son livre trop gros pour avoir été parfaitement relu par les correcteurs de chez Flammarion. »